# Winneberg

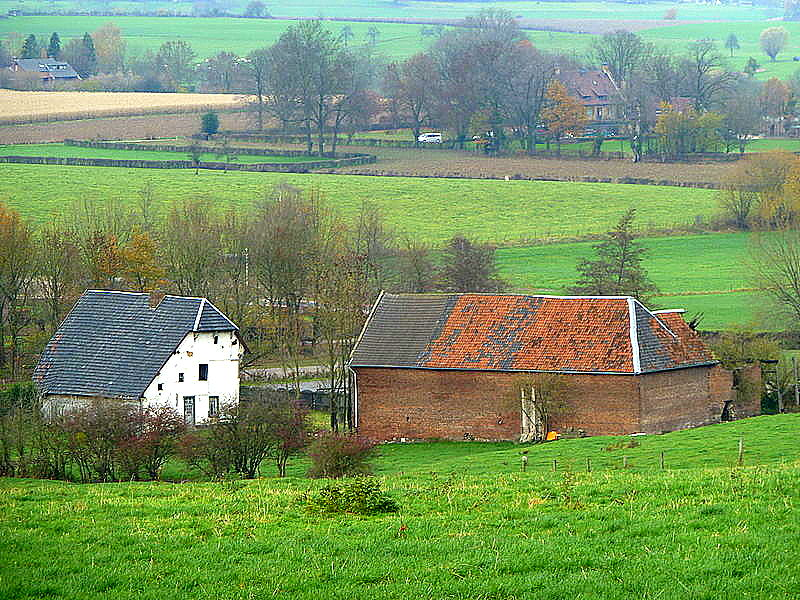
Camerig 22

Winneberg of Windenberg (nu Wingbergerhoeve, Camerig 22) is een oude hoeve in het Geuldal bij Camerig.

## Geschiedenis
Tot en met de zestiende eeuw is in de bronnen meestal sprake van Wyndenberch, daarna wordt Winneberg gebruikelijk. Winneberg was in de veertiende eeuw mogelijk een versterkt adellijk huis, omgeven door een gracht. Tot het huis behoorde een laathof. Omdat het geen leengoed was, zijn gegevens over de eigenaren in die periode schaars.
In 1720 vond een executoriale verkoop van de hoeve plaats. Er hoorde toen ruim 40 hectare grond bij, waarvan drie vijfde deel in Epen en Mechelen lag. Driekwart van het akkerland lag onder de schepenbank van Epen.
Het vroegere woonhuis in vakwerkbouw dateert uit de vijftiende eeuw.

## Eigenaren
In 1369 en 1385 wordt Goswin van Windenberch vermeld, en in 1404  Jacob van Windenberch, die grond in Epen in leen hield van de Keurkeulse mankamer in Heerlen. Rond 1470 wordt nog een Goswin van Wyndenberg genoemd, maar daarna kwam Winneberg in het bezit van de familie Van den Driesche. Na de dood van Johan van den Driesche kwam de hoeve aan diens zwager Johan Hartman, schepen van Aken, overleden rond 1550. Zijn dochter bracht de hoeve aan Wilhelm van Streithagen tot Uersfeld. Hun zoon Wilhelm was schepen van Aken. Vanaf het eind van de zeventiende eeuw wisselden de eigenaren elkaar snel af, onder andere de families Hillensberg, St. Remy en Bolt, allen uit Aken en omgeving. In 1740 werd de hoeve gekocht door Florens Peter von Cotzhausen, die al eigenaar was van de Dorphof in Epen. In 1782 werd Johan Hardy uit Epen eigenaar.